# Cartinhan
Cartinhan (italià Cartignano, piemontès Cartignan) és un municipi italià, situat a la regió del Piemont. L'any 2007 tenia 185 habitants. Està situat a la Val Maira, dins de les Valls Occitanes. Limita amb els municipis de Dronero, Melle, Roccabruna i San Damiano Macra.

## Administració
| Període | Identitat              | Partit        |
| ------- | ---------------------- | ------------- |
| 2004-   | Giovanni Costanzo Fina | Llista cívica |